# Parque Santos Michelena
El parque Santos Michelena es un parque urbano ubicado en la ciudad de Maracay, Venezuela.
Es uno de los espacios recreativos y deportivos más antiguos de Maracay, bautizado así por diplomático aragüeño Santos Michelena. Posee una amplia extensión de terreno donde se ubican caminerías, canchas deportivas, áreas infantiles y áreas verdes en general.
El parque está provisto de 16 torres de iluminación que funcionan en las áreas deportivas, las cuales constan de cuatro campos de béisbol, cinco canchas de fútbol, una de voleibol, tres canchas de baloncesto, y dos de fútbol sala.
Este parque actualmente está abierto al público en general. No obstante, a pesar de estar controlado por estés públicos del Estado, cobran por el uso de sus espacios e infraestructura.[cita requerida] Así mismo, en ciertas épocas del año el gobierno regional trae distintos tipos de atracciones culturales para el público en general.

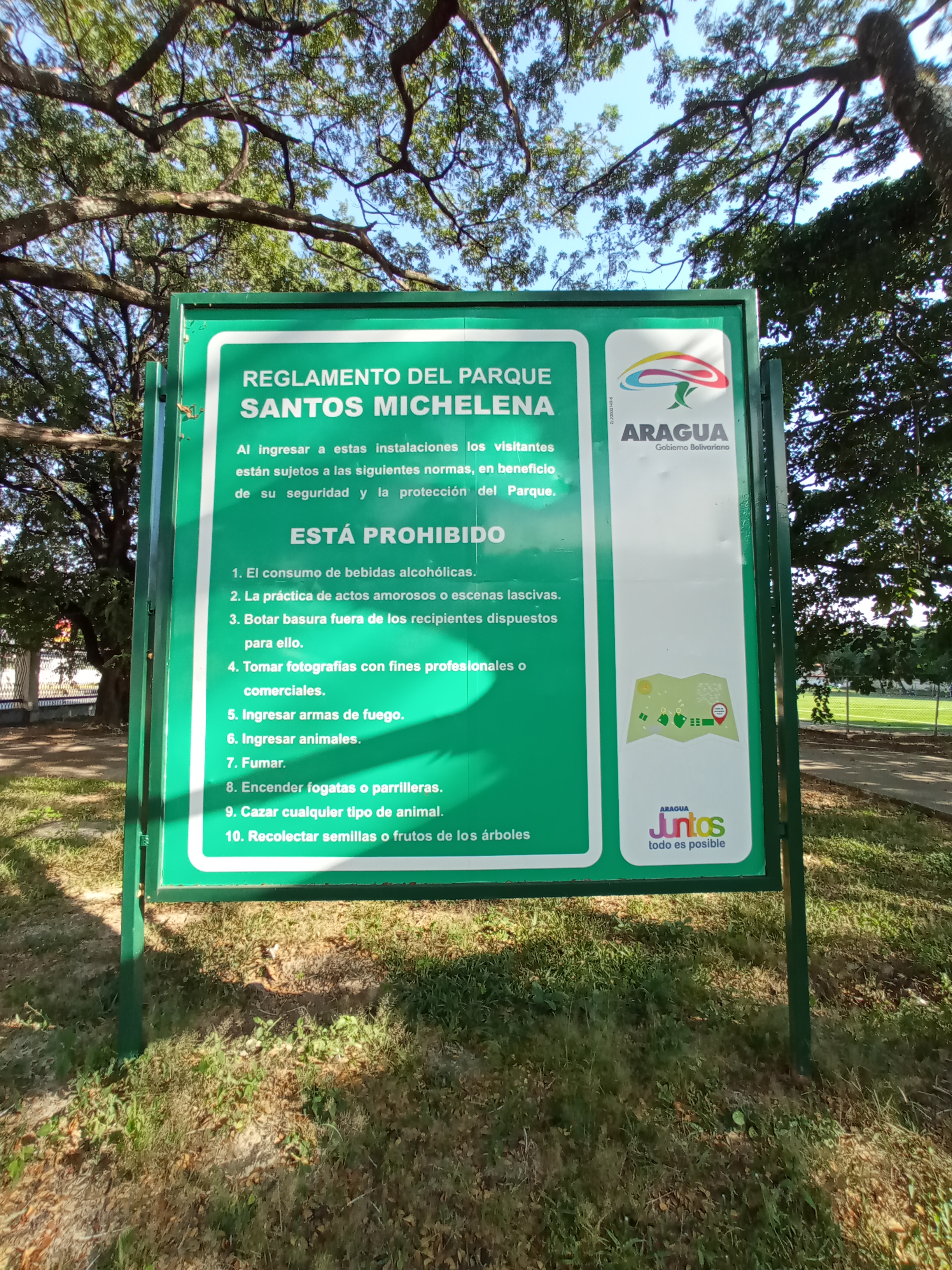
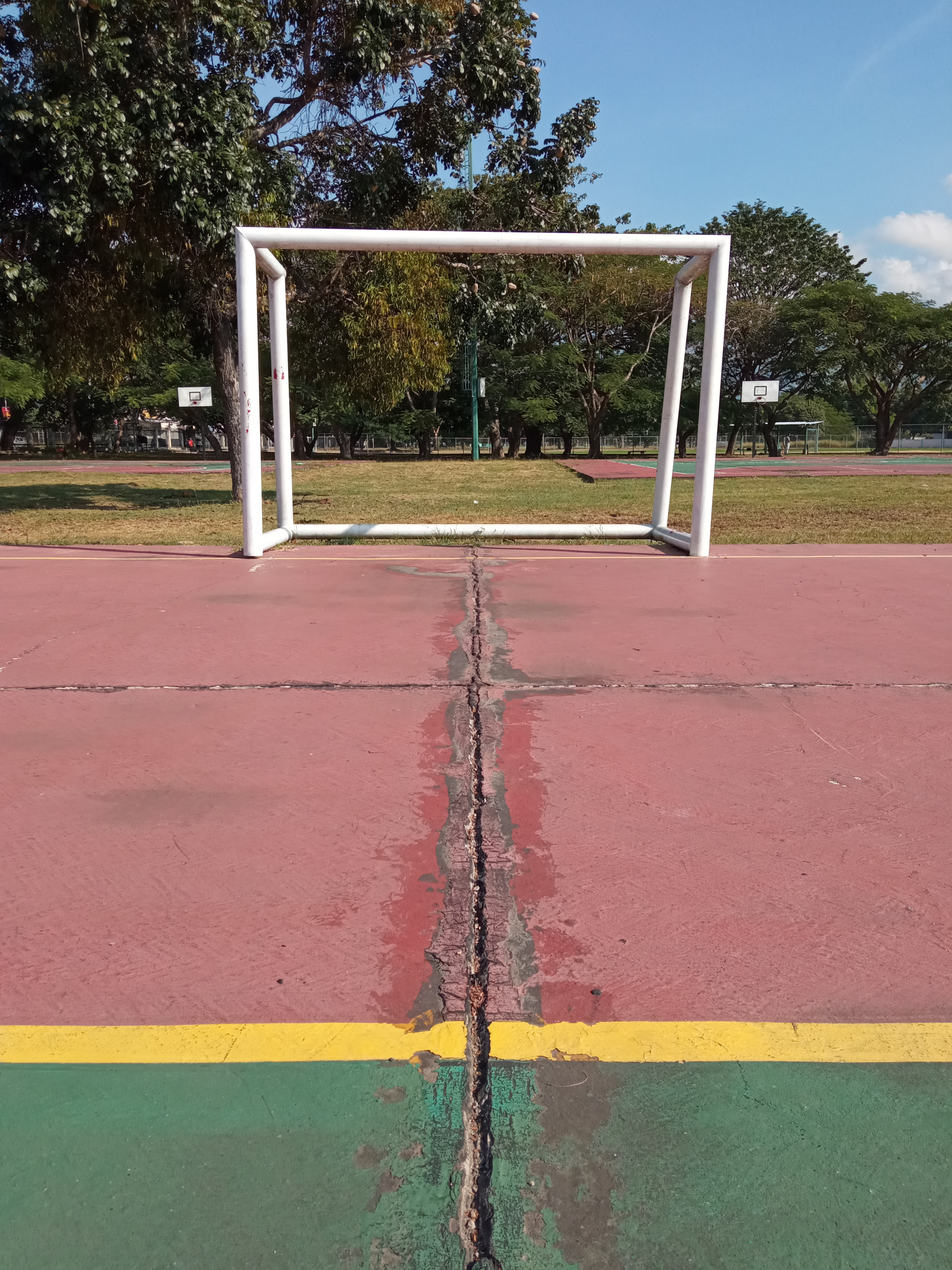
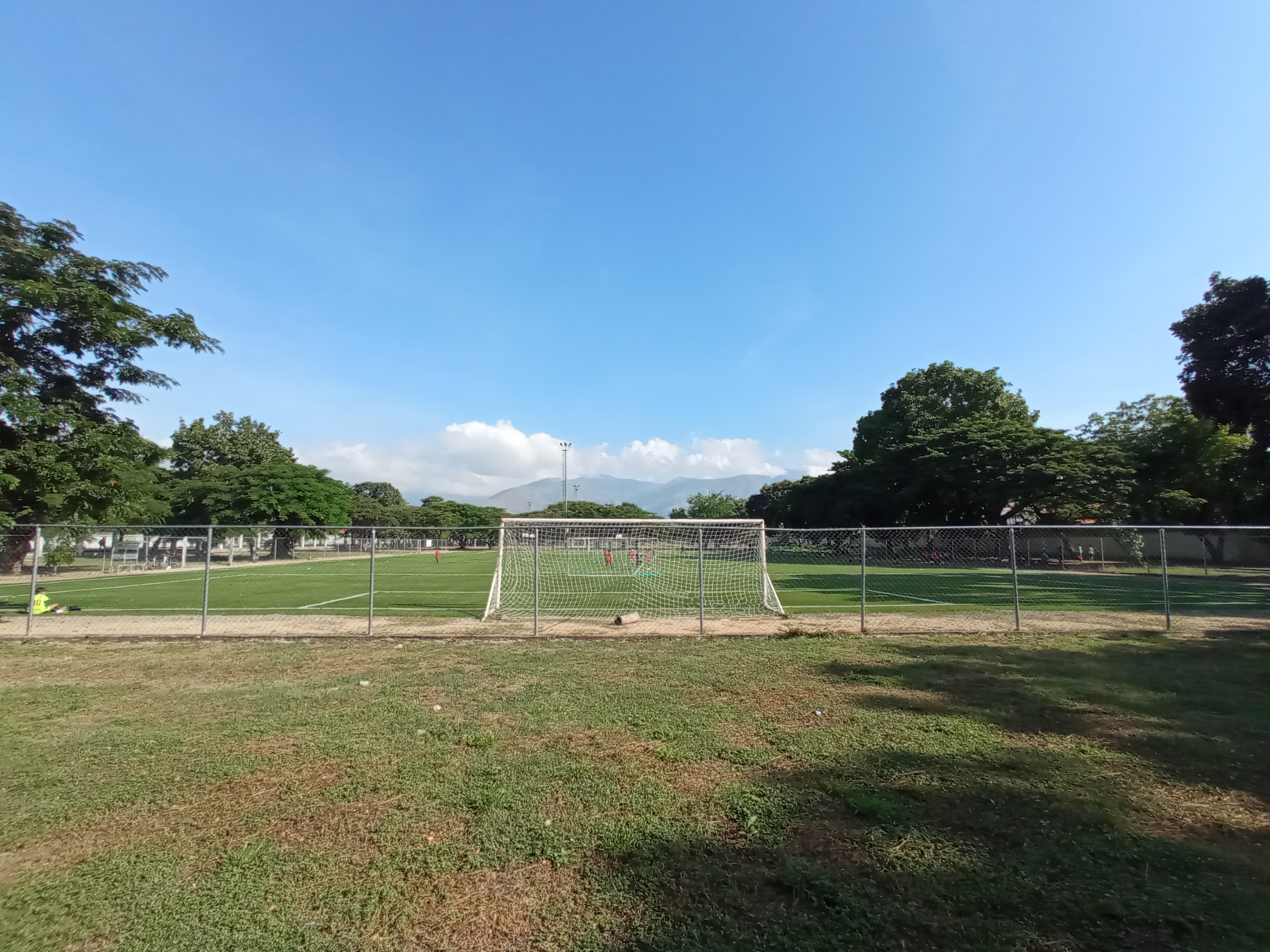
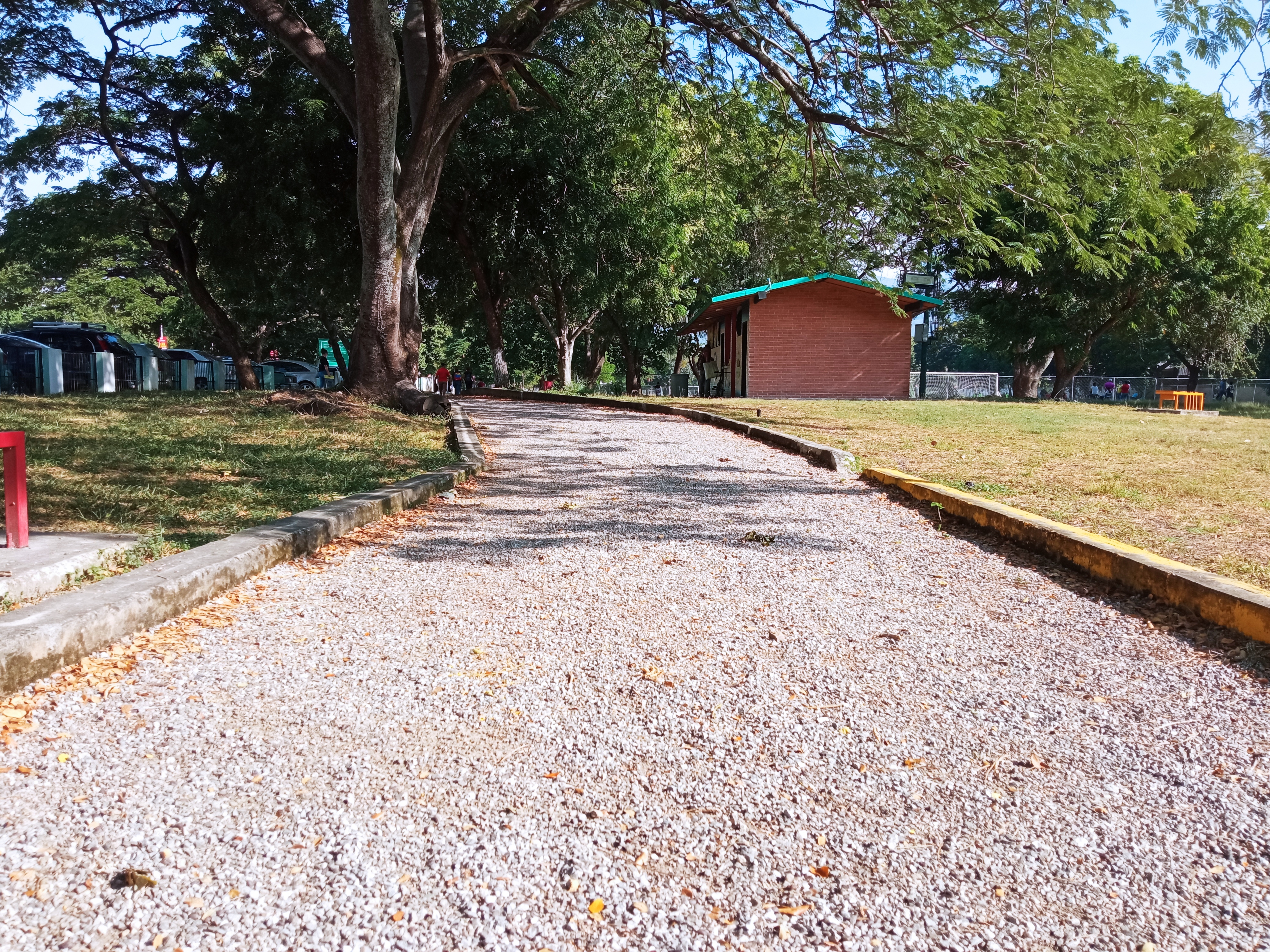